# Lunzig
Lunzig este o comună din landul Turingia, Germania.